# Qianohippus magicus
Il qianoippo (Qianohippus magicus) è un mammifero perissodattilo estinto, appartenente ai paleoteriidi. Visse nell'Eocene superiore (circa 37 - 34 milioni di anni fa) e i suoi resti fossili sono stati ritrovati in Cina.

## Descrizione
Questo animale doveva assomigliare a un cefalofo attuale, sia come aspetto che come dimensioni. Qianohippus era contraddistinto da alcune caratteristiche dentarie che lo differenziavano dagli altri paleoteriidi: il secondo premolare superiore era molariforme (mentre il terzo e il quarto non lo erano), i premolari e i molari erano decisamente lofodonti, non vi erano mesostili, era presente un collegamento angolare tra il protolofo della serie dentaria tra il terzo premolare superiore e il terzo molare superiore e il paraconulo, così come una struttura analoga tra il metalofo della serie dentaria tra il primo molare superiore e il terzo molare superiore e il metaconulo. Era inoltre presente un metastilide poco sviluppato sui premolari e i molari inferiori. 

## Classificazione
Qianohippus magicus venne descritto per la prima volta nel 1982 da Miao, sulla base di resti fossili ritrovati nel bacino di Shinao (provincia di Guizhou, Cina), in terreni risalenti alla fine dell'Eocene. Secondo un'analisi cladistica del 2017, Qianohippus è un membro derivato dei Pachynolophinae, un clade relativamente arcaico dei paleoteriidi (ovvero il sister taxon degli equidi). Altri animali affini erano Lophiohippus e Anchilophus. La scoperta dei fossili di forme come Lophiohippus e Qianohippus in Cina è una prova a favore dell'esistenza di una connessione biogeografica tra Europa e Asia durante l'Eocene medio e superiore; la probabile rotta di dispersione di questi animali fu probabilmente lungo i microcontinenti della Tetide nelle zone meridionali.